# العلاقات الغانية الليبية
العلاقات الغانية الليبية هي العلاقات الثنائية التي تجمع بين غانا وليبيا.

## مقارنة بين البلدين
هذه مقارنة عامة ومرجعية للدولتين:
| وجه المقارنة                                              | غانا         | ليبيا                                       |
| --------------------------------------------------------- | ------------ | ------------------------------------------- |
| المساحة (كم2)                                             | 238.53 ألف   | 1.76 مليون                                  |
| عدد السكان (نسمة)                                         | 26.91 مليون  | 6.37 مليون                                  |
| الكثافة السكانية (ن./كم²)                                 | 112.82       | 3.62                                        |
| العاصمة                                                   | أكرا         | طرابلس                                      |
| اللغة الرسمية                                             | لغة إنجليزية | اللغة العربية، اللغة العربية الفصحى الحديثة |
| العملة                                                    | سيدي غاني    | دينار ليبي                                  |
| الناتج المحلي الإجمالي (بليون دولار)                      | 47.33 مليار  | 50.98 مليار                                 |
| الناتج المحلي الإجمالي (تعادل القوة الشرائية) بليون دولار | 115.41 مليار | 69.32 مليار                                 |
| الناتج المحلي الإجمالي الاسمي للفرد دولار أمريكي          | 1.37 ألف     |                                             |
| الناتج المحلي الإجمالي للفرد دولار أمريكي                 | 4.08 ألف     | 15.60 ألف                                   |
| مؤشر التنمية البشرية                                      | 0.579        | 0.724                                       |
| رمز المكالمات الدولي                                      | +233         | +218                                        |
| رمز الإنترنت                                              | .gh          | .ly                                         |
| المنطقة الزمنية                                           | 00           | ت ع م+02:00، توقيت شرق أوروبا               |

## منظمات دولية مشتركة
يشترك البلدان في عضوية مجموعة من المنظمات الدولية، منها:
| علم المنظمة | اسم المنظمة                        | تاريخ انضمام غانا | تاريخ انضمام ليبيا |
| ----------- | ---------------------------------- | ----------------- | ------------------ |
|             | مؤسسة التنمية الدولية              | 29 ديسمبر 1960    | 1 أغسطس 1961       |
|             | يونسكو                             | 11 أبريل 1958     | 27 يونيو 1953      |
|             | وكالة ضمان الاستثمار متعدد الأطراف | 29 أبريل 1988     | 5 أبريل 1993       |
|             | الأمم المتحدة                      | 8 مارس 1957       | 14 ديسمبر 1955     |
|             | الاتحاد البريدي العالمي            | ?                 | ?                  |
|             | البنك الدولي للإنشاء والتعمير      | 20 سبتمبر 1957    | 17 سبتمبر 1958     |
|             | الاتحاد الدولي للاتصالات           | 17 مايو 1957      | 3 فبراير 1953      |
|             | منظمة حظر الأسلحة الكيميائية       | ?                 | ?                  |
|             | مؤسسة التمويل الدولية              | 3 أبريل 1958      | 18 سبتمبر 1958     |
|             | منظمة الشرطة الجنائية الدولية      | ?                 | ?                  |
|             | الاتحاد الأفريقي                   | ?                 | ?                  |
|             | البنك الإفريقي للتنمية             | ?                 | ?                  |

## وصلات خارجية
- موقع وزارة الخارجية الغانية
- موقع وزارة الخارجية الليبية